# Craig Goodwin
Craig Alexander Goodwin (sinh ngày 16 tháng 12 năm 1991) là một cầu thủ bóng đá chuyên nghiệp người Úc thi đấu cho câu lạc bộ Adelaide United và đội tuyển quốc gia Úc.

## Thống kê sự nghiệp

### Quốc tế
Tính đến ngày 26 tháng 3 năm 2024
| Úc        | Úc   | Úc  | Úc |
| Năm       | Trận | Bàn |    |
| --------- | ---- | --- | -- |
| 2013      | 2    | 0   |    |
| 2016      | 1    | 0   |    |
| 2019      | 2    | 0   |    |
| 2022      | 9    | 2   |    |
| 2023      | 6    | 0   |    |
| 2024      | 5    | 4   |    |
| Tổng cộng | 25   | 6   |    |

| # | Ngày                 | Địa điểm                                          | Đối thủ   | Bàn thắng | Kết quả      | Giải đấu                      |
| - | -------------------- | ------------------------------------------------- | --------- | --------- | ------------ | ----------------------------- |
| 1 | 27 tháng 1 năm 2022  | Sân vận động Melbourne Rectangular, Melbourne, Úc | Việt Nam  | 3–0       | 4–0          | Vòng loại FIFA World Cup 2022 |
| 2 | 22 tháng 11 năm 2022 | Sân vận động Al Janoub, Al Wakrah, Qatar          | Pháp      | 1–0       | 1–4          | FIFA World Cup 2022           |
| 3 | 28 tháng 1 năm 2024  | Sân vận động Jassim bin Hamad, Al Rayyan, Qatar   | Indonesia | 3–0       | 4–0          | AFC Asian Cup 2023            |
| 4 | 2 tháng 2 năm 2024   | Sân vận động Al Janoub, Al Wakrah, Qatar          | Hàn Quốc  | 1–0       | 1–2 (s.h.p.) | AFC Asian Cup 2023            |
| 5 | 26 tháng 3 năm 2024  | Sân vận động Canberra, Canberra, Úc               | Liban     | 3–0       | 5–0          | Vòng loại FIFA World Cup 2026 |
| 6 | 26 tháng 3 năm 2024  | Sân vận động Canberra, Canberra, Úc               | Liban     | 5–0       | 5–0          | Vòng loại FIFA World Cup 2026 |